# Lista de representantes de Portugal para o Óscar de melhor filme internacional
Desde 1980, Portugal é representado no Óscar de melhor filme internacional. Nenhuma das submissões da Academia Portuguesa das Artes e Ciências Cinematográficas constava na lista oficial dos cinco nomeados. Até a edição do Oscar 2021, Portugal havia submetido 37 filmes, detendo o recorde negativo do país que mais vezes submeteu filmes sem nunca ter sido nomeado. A maioria dos filmes (nove) foram realizados por Manoel de Oliveira.

## Representantes
| Ano  | Título                       | Realizador                        | Resultado   |
| ---- | ---------------------------- | --------------------------------- | ----------- |
| 1980 | Manhã Submersa               | Lauro António                     | Não nomeado |
| 1982 | Francisca                    | Manoel de Oliveira                | Não nomeado |
| 1983 | Sem Sombra de Pecado         | José Fonseca e Costa              | Não nomeado |
| 1984 | O Lugar do Morto             | António-Pedro Vasconcelos         | Não nomeado |
| 1985 | Ana                          | Margarida Cordeiro e António Reis | Não nomeado |
| 1988 | Tempos Difíceis              | João Botelho                      | Não nomeado |
| 1989 | Os Canibais                  | Manoel de Oliveira                | Não nomeado |
| 1990 | O Processo do Rei            | João Mário Grilo                  | Não nomeado |
| 1991 | O Sangue                     | Pedro Costa                       | Não nomeado |
| 1992 | O Dia do Desespero           | Manoel de Oliveira                | Não nomeado |
| 1993 | Vale Abraão                  | Manoel de Oliveira                | Não nomeado |
| 1994 | Três Palmeiras               | João Botelho                      | Não nomeado |
| 1995 | A Comédia de Deus            | João César Monteiro               | Não nomeado |
| 1997 | Viagem ao Princípio do Mundo | Manoel de Oliveira                | Não nomeado |
| 1998 | Inquietude                   | Manoel de Oliveira                | Não nomeado |
| 1999 | Os Mutantes                  | Teresa Villaverde                 | Não nomeado |
| 2000 | Tarde Demais                 | José Nascimento                   | Não nomeado |
| 2001 | Camarate                     | Luís Filipe Rocha                 | Não nomeado |
| 2002 | O Delfim                     | Fernando Lopes                    | Não nomeado |
| 2003 | Um Filme Falado              | Manoel de Oliveira                | Não nomeado |
| 2004 | O Milagre Segundo Salomé     | Mário Barroso                     | Não nomeado |
| 2005 | Noite Escura                 | João Canijo                       | Não nomeado |
| 2006 | Alice                        | Marco Martins                     | Não nomeado |
| 2007 | Belle Toujours               | Manoel de Oliveira                | Não nomeado |
| 2008 | Aquele Querido Mês de Agosto | Miguel Gomes                      | Não nomeado |
| 2009 | Um Amor de Perdição          | Mário Barroso                     | Não nomeado |
| 2010 | Morrer Como Um Homem         | João Pedro Rodrigues              | Não nomeado |
| 2011 | José e Pilar                 | Miguel Gonçalves Mendes           | Não nomeado |
| 2012 | Sangue do Meu Sangue         | João Canijo                       | Não nomeado |
| 2013 | As Linhas de Torres          | Valeria Sarmiento                 | Não nomeado |
| 2014 | E Agora? Lembra-me           | Joaquim Pinto                     | Não nomeado |
| 2015 | As Mil e Uma Noites          | Miguel Gomes                      | Não nomeado |
| 2016 | Cartas da Guerra             | Ivo Ferreira                      | Não nomeado |
| 2017 | São Jorge                    | Marco Martins                     | Não nomeado |
| 2018 | Peregrinação                 | João Botelho                      | Não nomeado |
| 2019 | A Herdade                    | Tiago Guedes                      | Não nomeado |
| 2020 | Vitalina Varela              | Pedro Costa                       | Não nomeado |
| 2021 | A Metamorfose dos Pássaros   | Catarina Vasconcelos              | Não nomeado |
| 2022 | Alma Viva                    | Cristèle Alves Meira              | Não nomeado |
| 2023 | Mal Viver                    | João Canijo                       | Não nomeado |
| 2024 | Grand Tour                   | Miguel Gomes                      | Não nomeado |